# اسپیدو
اسپیدو (به انگلیسی: Speedo) شرکت پوشاک استرالیایی-بریتانیایی است، که در زمینه تولید و توزیع مایوهای شنا، وسایل غواصی، اسکوبا و محصولات مرتبط با شنا فعالیت می‌کند.
شرکت اسپیدو در سال ۱۹۱۴ توسط الکساندر مک‌ری در باندی بیچ، استرالیا راه‌اندازی شد و در حال حاضر متعلق به شرکت بریتانیایی گروه پنتلند می‌باشد. دفتر مرکزی این شرکت در شهر ناتینگهام، بریتانیا قرار دارد.